# Duon Dystrybucja
Duon Dystrybucja sp. z o.o. – przedsiębiorstwo energetyczne będące operatorem systemu dystrybucyjnego paliw gazowych dysponującym własną infrastrukturą; spółka z ograniczoną odpowiedzialnością z siedzibą w Wysogotowie koło Poznania. Dysponuje sieciami dystrybucyjnymi oraz stacjami regazyfikacji gazu LNG. Spółka oferuje także rozwiązania energetyczne na bazie gazu ziemnego przedsiębiorstwom, zwłaszcza z sektora produkcyjnego. Należy do funduszu Infracapital, będącego częścią międzynarodowej grupy finansowej M&G. 
Gaz ziemny pozyskiwany jest ze źródeł krajowych oraz zagranicznych. Obecnie DUON posiada ponad 680 kilometrów własnych gazociągów, w tym 12 lokalizacji sieciowych przyłączonych do krajowego systemu gazowego, a w miejscowościach opartych na LNG zasilanych z 19 stacji regazyfikacji. Do gazociągów przyłączonych jest obecnie ponad 8000 odbiorców. 

## Grupa Energetyczna
Duon Dystrybucja sp. z o.o. od lipca 2017 wchodzi w skład Infracapital – funduszu specjalizującego się w inwestowaniu w sektory infrastrukturalne. Infracapital, należący do międzynarodowej grupy finansowej M&G Investment, tworzy grupę energetyczną w Europie centralnej pod nazwą GGE. Duon Dystrybucja sp. z o.o. ma dwie spółki zależne: DUON Logistyka Sp. z o.o. oraz Energia Praszka sp. z o.o. Spółki zależne mają siedziby w Odolanowie oraz Praszce, a sieć biur lokalnych obejmuje swoim zasięgiem całą Polskę.

## Działalność

### Segment infrastruktury
Działalność w segmencie infrastruktury polega na dostarczaniu gazu ziemnego sieciowego i gazu ziemnego skroplonego (LNG) poprzez własną infrastrukturę spółki, to jest poprzez sieci dystrybucyjne oraz stacje regazyfikacji gazu LNG. Ponadto spółka świadczy usługi transportowe gazu LNG.

## Historia
Początki działalności sięgają 2000 roku, w którym została założona spółka KRI Sp. z o.o. zajmująca się sprzedażą energii cieplnej. Dwa lata później spółka rozpoczęła dystrybucję i sprzedaż gazu ziemnego sieciowego, jak i w postaci skroplonej (LNG – Liquefied Natural Gas). W 2007 roku została przekształcona w spółkę akcyjną i zakupiła PGS Sp. z o.o. – specjalizującą się w transporcie LNG.
W kwietniu 2011 roku grupa kapitałowa KRI połączyła się ze spółką CP Energia, która od 2005 roku rozwijała działalność obrotu i dystrybucji gazu ziemnego w oparciu o inwestycje w sieci dystrybucyjne oraz stacje LNG. Od października 2007 roku CP Energia była notowana na Giełdzie Papierów Wartościowych w Warszawie.
Po połączeniu spółka funkcjonowała pod nazwą CP Energia do maja 2012 roku, kiedy decyzją Walnego Zgromadzenia została zmieniona na Grupa Duon SA, a w kolejnych miesiącach zmieniono także nazwy spółek zależnych. KRI SA została przekształcona w Duon Dystrybucja SA i pod tą nazwą funkcjonuje do dzisiaj. Pod koniec 2012 roku do tej struktury dołączyła spółka Duon Praszka Sp. z o.o., która jest lokalnym dystrybutorem ciepła wytwarzanego w oparciu o gaz ziemny na terenie gminy Praszka.
W lipcu 2016 Grupa Duon SA wycofała wszystkie akcje z obrotu na GPW i weszła w skład koncernu energetycznego FORTUM, przyjmując jej nazwę. Z tej struktury wydzieliła się spółka Duon Dystrybucja SA, która od 2017 roku należy do portfela spółek funduszu Infracapital, tworzącej grupę energetyczną GGE.